# Роберту Карлус
Робе́рту Ка́рлус, или Роберто Карлос (порт. Roberto Carlos, род. 19 апреля 1941) — бразильский певец.

## Биография
Прозван королём латинской музыки.
Сначала певец прославился в своей родной Бразилии, в 1970-е годы его слава вышла и за её пределы.
По состоянию на 2015 год продажи дисков Роберто Карлоса в Латинской Америке превысили 120 миллионов экземпляров — это больше, чем у Элвиса Пресли и у «Битлз» в этой части мира.
В ноябре 2015 года на церемонии вручения «Латинских Грэмми» 74-летний Роберто Карлос был титулован «Человеком года».